# وانغ دا يوان
وانغ دا يوان رحالة صيني (1311–1350) من مواليد تشوانتشو> خلال عهد أسرة يوان المغولية في القرن ال14.كان «وانغ دا يوان» الملقب بـ «هوان تشانغ» رحالة شهير في تاريخ الصين، سافر جهة الغرب في رحلتين بحريتين مابين عامي 1330 و 1334، ومابين عامي 1337 و 1339، أبحر على طول بحر الصين الجنوبي، وزار العديد من الأماكن في جنوب شرق آسيا وصلت حتى جنوب آسيا، وهبطت في البنغال، سريلانكا والهند. زار جزيرة سنغافورة، حيث كتب حول مستوطنة صغيرة تسمى دان ما شيالمؤرخة في 1349، هي واحدة من عدد قليل من سجلات توثيق التاريخ المبكر من سنغافور في. وزار شمال أفريقيا وشرق أفريقيا.ووصل إلى ما لم يصل إليه السابقون، إذ زار مكة التي كانت تُدعى آنذاك بـ «الجنة» عند الصينيين، وزار البصرة في العراق ودمياط في مصر وغيرهما من المرافئ والمدن العربية، وصل إلى طنجة في المغرب.
ويعتبر هو أول بحَّار صيني يصل إلى المحيط الاطلسي في المغرب، وتعتبر رحلاته من أهم الرحلات التي أغنت أبناء الشعب الصيني بمعلومات عن البلدان العربية، كما كان لها دور في تنمية العلاقة بين الصين وبلاد العرب.

## من مؤلفاته
- لمحة عن البلدان والجزر (الذي تناول فيه أكثر من 220 دولة ومنطقة).
- المختصر في قطر المغرب.
- دليل ما وراء الجبال الجنوبية
- سجلات البلدان
- مشاهدات رائعة وراء البحار الشاسعة
- تجولات بين أقاصي الأرض (ويعد وثيقة هامة في العلاقات الصينية العربية.)